# Mgr. Aloysius Zichem Sportcentrum
Het Mgr. Aloysius Zichem Sportcentrum, voorheen het NGVB-Stadion, is een multifunctioneel stadion aan de Prins Hendrikstraat in Paramaribo, Suriname. Het sportcentrum verkreeg zijn huidige naam na het overlijden van Mgr. Aloysius Zichem (1933-2016), de voormalige bisschop van Paramaribo.
Het stadion wordt vooral gebruikt voor voetbalwedstrijden en is de thuishaven voor de lidbond NGVB. De voetbalclub Politie Voetbal Vrienden maakt gebruik van dit stadion. In het stadion is plaats voor 3.000 toeschouwers.